# 5 è il numero perfetto (film)
5 è il numero perfetto è un film del 2019 scritto e diretto da Igort, basato sull'omonimo fumetto del 2002.
Il film è suddiviso in cinque capitoli, ognuno con un proprio titolo: Lacreme napulitane, La settimana enigmatica, Guapparia, Il sorriso della morte e 5 è il numero perfetto.
In una sequenza viene proiettato all'interno di un cinema il film di kung-fu Cinque dita di violenza. Sulla lavorazione del film è stato pubblicato nel 2019 dalla casa editrice Oblomov il volume 5 è il numero perfetto, dietro le quinte.

## Trama
Peppino Lo Cicero è un guappo della vecchia guardia, un sicario della camorra ora in pensione. Vive una vita tranquilla in compagnia di suo figlio Nino, camorrista anch'egli, che segue le regole del codice d'onore ormai al tramonto. Il vecchio si prepara a festeggiare il compleanno imminente del figlio, quando un agguato porta l'amara sorpresa della fine tragica di Nino.
 Questo avvenimento costringe Peppino a tornare in pista per vendicarlo. Una corsa verso la morte innesca una serie di azioni e reazioni violente, ma anche la scintilla per cominciare una nuova vita. Al fianco di Peppino Lo Cicero c'è il sanguinario Totò 'O Macellaio, amico e complice di un'intera vita, e Rita, l'amante di un tempo.

Il finale è imprevedibile ed amaro.

## Promozione
Il trailer della pellicola è stato pubblicato il 12 luglio 2019.

## Distribuzione
Il film è stato presentato in anteprima alla Mostra internazionale d'arte cinematografica di Venezia il 29 agosto 2019, nella sezione Giornate degli autori. In seguito in numerosi altri festival di tutto il mondo, tra i quali il festival Capri-Hollywood.
La pellicola è stata distribuita da Rai Cinema 01 Distribution nelle sale italiane a partire dal 29 agosto 2019. Calendarizzata l'uscita in Francia con Nour Films il 23 ottobre 2019. La distribuzione internazionale è affidata alla francese Playtime.

## Riconoscimenti
- 2020 - David di Donatello[4]
  - Migliore attrice non protagonista a Valeria Golino
  - Candidatura per il Miglior regista esordiente a Igort
  - Candidatura per il Miglior attore protagonista a Toni Servillo
  - Candidatura per il Miglior attore non protagonista a Carlo Buccirosso
  - Candidatura per il Miglior scenografo a Nello Giorgetti
  - Candidatura per la Miglior costumista a Nicoletta Taranta
  - Candidatura per il Miglior truccatore a Andreina Becagli
  - Candidatura per il Miglior suono
  - Candidatura per i Migliori effetti speciali visivi a Giuseppe Squillaci
- 2020 - Ciak d'oro
  - Migliore locandina[5]
  - Candidatura a migliore attrice protagonista a Valeria Golino[6]
  - Candidatura a migliore opera prima a Igort[7]
- 2020 - Premio Lenzi
  - Miglior regia a Igort
- 2019 - Premio Capri Hollywood Award,
  - Miglior regia a Igort
- 2019 - Premio Città di Firenze da NICE New Italian Cinema Events
  - Miglior regia a Igort
  - Miglior sceneggiatura a Igort
- 2019 - Premio Federazione Italiana Cinema D'Essai
  - Miglior regia a Igort
- 2019 - Premio La Chioma di Berenice
  - Miglior regia a Igort
  - Migliori costumi a Nicoletta Taranta
  - Migliore produzione a Marina Marzotto
  - Migliori scenografie a Nello Giorgetti
  - Miglior montaggio a Esmeralda Calabria, Walter Fasano
  - Migliore colonna sonora a D-Ross & Startuffo
  - Migliore acconciatura a Alberta Giuliani
- 2019 Mention Spéciale des Etudiantes de l'Università di Corsica
- 2019 Mention Spéciale des Mediatheques du Pumonte
- 2019 - Mostra internazionale d'arte cinematografica
  - Premio Pasinetti - Migliore attrice a Valeria Golino